# Hypena stenocrossa
Hypena stenocrossa är en fjärilsart som beskrevs av Louis Beethoven Prout. Hypena stenocrossa ingår i släktet Hypena och familjen nattflyn. Inga underarter finns listade i Catalogue of Life.